# Починок-Шемордан
Почино́к-Шеморда́н (тат. Түбән Шәмәрдән) — деревня в Кукморском районе Республики Татарстан, в составе Ядыгерьское сельского поселения.

## Этимология названия
Топоним произошёл от татарского слова «түбән» (нижний) и ойконима «Шәмәрдән».

## География
Деревня находится на реке Иныш, в 31 км к западу от районного центра, города Кукмора. Через деревню проходит автомобильная дорога 16К-0996 «Шемордан — Кукмор».

## История
Деревня Починок-Шемордан (также была известна под названием Шамарданова Пустошь) упоминается в первоисточниках с 1678 года.
В сословном плане, вплоть до 1860-х годов жители деревни относились к государственным крестьянам. Их основными занятиями в то время были земледелие, скотоводство, кустарные промыслы.
По сведениям из первоисточников, в 1859 году в деревне действовала мечеть. В начале XX столетия — 2 мечети, медресе.
С 1930 года в деревне работали коллективные сельскохозяйственные предприятия, с 2007 года — сельскохозяйственные предприятия в форме ООО.
Административно, до 1920 года деревня относилась к Мамадышскому уезду Казанской губернии, с 1920 года — к кантонам ТАССР, с 1930 года (с перерывом) — к Кукморскому району Татарстана.

## Население
Динамика
По данным переписей, население деревни увеличивалось со 107 душ мужского пола в 1782 году до 1045 человек в 1908 году. В последующие годы численность населения деревни уменьшалась и в 2017 году составила 256 человек.
Национальный состав
Согласно результатам переписи 2002 года, в национальной структуре населения села татары составляли 100% из 213 человек.

## Экономика
Полеводство, молочное скотоводство.

## Социальные объекты
Детский сад.

## Религиозные объекты
Мечеть.